# Paso de la Galise

Col de la Galise

El Paso de la Galise 2.998 m (en italiano Colle Galisia, en francés Col de la Galise) es un paso de alta montaña en los Alpes grayos entre Italia y Francia

## Características
Une el Valle del Orco en Italia con el Val-d'Isère en Francia.
En los Alpes grayos divide los Alpes de Lanzo y de Alta Moriana de los Alpes de la Grande Sassière y el Rutor.

## Hechos históricos
En noviembre de 1944, un grupo de soldados británicos, acompañados de partisanos italianos, buscaron la libertad en la vecina Francia. Cruzando el paso, fueron atrapados por una gran ventisca de nieve. 41 personas murieron en el descenso en el lado francés.